# Харитомени
Харитомени (греч. Χαριτωμένη, Харитомени, до 1927 года Ρεσίλοβο, Ресилово) - село в Греции. Население 607 человек (2001).

## История

### В Османской империи
По данным секретаря болгарского экзархата Димитра Мишева в 1905 году в Харитомени (тогда Ресилово) проживало 240 гагаузов.
По данным Йордана Иванова, Харитомени (тогда Ресилово) была заселена гагаузами и незначительным числом болгар.

### В Греции
Во время Первой Балканской войны, деревня была занята частями болгарской армии, но осталась в составе Греции после поражения Болгарии во Второй Балканской войне в 1913 году. В период Первой мировой войны 1916-1918 село находилось под Болгарским контролем. Данные марта 1918 показывают что в Харитомени проживало 193 жителей и было 49 домов.
В 1920-е годы село заселили греческие беженцы из Турции. По данным переписи 1928 года, село населяли 121 смешанных семей беженцев и 496 человек. В 1927 году название деревни было изменено на Харитомени.

## Религия
Православные Христиане.